# Tappeto di Sierpinski

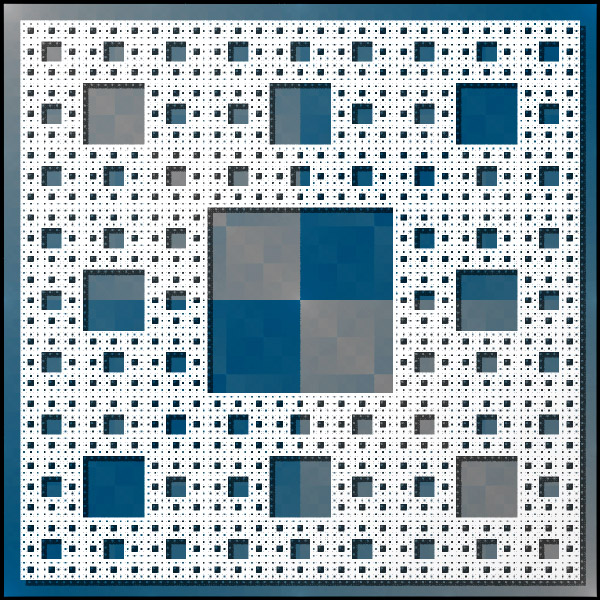
Il tappeto di Sierpinski.

In matematica, il tappeto di Sierpinski è un frattale simile all'insieme di Cantor ottenuto a partire da un quadrato, descritto dal matematico polacco Wacław Sierpiński nel 1916. È una figura replicante di ordine 8 potendosi scomporre in 8 miniature di sé stesso. La versione tridimensionale del tappeto è la spugna di Menger. Una versione che parte dal triangolo è il triangolo di Sierpiński.

## Costruzione
Il tappeto di Sierpinski può essere costruito nel modo seguente.
1. Partire da un quadrato.
2. Dividere il quadrato in 9 quadrati più piccoli.
3. Rimuovere il quadrato centrale.
4. Ripetere i passi 1-3 su ogni nuovo quadrato.

La figura seguente mostra i primi 5 passaggi.
| Tappeto di Sierpinski: |         |         |         |         |         |
|                        |         |         |         |         |         |
| passo 0                | passo 1 | passo 2 | passo 3 | passo 4 | passo 5 |

Il tappeto di Sierpinski è la figura che si ottiene come limite di queste iterazioni. Più precisamente, ad ogni passaggio si deve rimuovere solo la parte interna di ogni quadrato, così da ottenere sempre un insieme chiuso del piano. Il tappeto di Sierpinski è l'intersezione di tutti questi insiemi. 

## Proprietà
Il tappeto è un insieme chiuso (perché intersezione di chiusi) e limitato, ed è quindi compatto per il teorema di Heine-Borel.
Contiene una quantità di punti pari alla cardinalità del continuo; nonostante ciò, ha misura di Lebesgue nulla. L'insieme di Cantor ha anch'esso queste proprietà.
A differenza dell'insieme di Cantor, che ha dimensione topologica zero, la spugna di Sierpinski ha però dimensione topologica 1. Il tappeto è una curva planare universale: ogni spazio metrico compatto di dimensione topologica 1 planare (cioè che possa essere descritto nel piano) è contenuto nel tappeto (cioè è omeomorfo ad un suo sottoinsieme). La spugna di Menger, versione tridimensionale del tappeto, contiene ogni curva (non necessariamente planare).
La dimensione frattale del tappeto è {\displaystyle \log 8/\log 3}, pari a = 1,892789...